# Phyllonorycter mirbeckifoliae
Phyllonorycter mirbeckifoliae är en fjärilsart som beskrevs av Gerfried Deschka 1974. Phyllonorycter mirbeckifoliae ingår i släktet guldmalar, och familjen styltmalar.
Artens utbredningsområde är Tunisien. Inga underarter finns listade i Catalogue of Life.